# 西巨次島
座標: 北緯34度15分17秒 東経125度54分36秒
西巨次島 （ソゴチャ＝ド、にしきょじとう、朝鮮語: 서거차도）は、朝鮮半島南西沖にある島）。大韓民国全羅南道珍島郡鳥島面に属する。

## 概要
西巨次島は、朝鮮半島南西端付近にある珍島のさらに南西沖にある島嶼のひとつである。島の南東に位置する東巨次島、同島との間に点在する項島（ハン＝ド、항도）、松島（ソン＝ド、송도）、ウッテ島（ウッテ＝ソム、웃대섬）、アレッテ島（アレッテ＝ソム、아랫대섬）、東巨次島の東に位置する北島（プク＝ト、북도）などとともに巨次群島を構成している。面積は、1.96平方キロメートル。
島の全域が多島海海上国立公園に指定されている。島の西側の孟骨水道は潮流の速い危険海域として知られ、2014年4月、多数の犠牲者を出したセウォル号沈没事故では、経験の浅い航海士に船の操舵を一任し、ベテラン航海士が立ち会わなかったことが問題点のひとつとして指摘された。